# 전석순
전석순은 대한민국의 소설가이다. 1983년 강원도 춘천에서 태어나서 강원고등학교를 졸업해 명지대학교 문예창작과에서 학사 학위를 수여했다. 2008년에 강원일보의 신춘문예에 그의 단편 소설인 '회전의자'가 당선되어 등단을 하게 되었다. 2011년에는 장편소설인 '철수 사용 설명서'로 오늘의 작가상을 받았다.

## 작품
- 철수 사용 설명서(2011년)
- 희망 멘토 11인의 백수 탈출기(2011년)

## 수상했다
- 오월문학상(2005년)
- 국원문학상(2006년)
- 강원일보 신춘문예(2008년)
- 오늘의 작가상(2011년)
- 구럼비를 사랑한 별이의 노래(2012년)